# Francisco Sosa Wagner
Francisco Sosa Wagner, né le 10 juin 1946 à Al Hoceïma, Maroc espagnol, est un homme politique espagnol, membre du parti Union, progrès et démocratie.

## Biographie
Lors des élections européennes de 2009, il est au Parlement européen. Il siège alors parmi les Non-inscrits. Il est réélu en 2014, et rejoint alors l'Alliance des démocrates et des libéraux pour l'Europe. Il démissionne de son mandat en octobre 2014.